# WCT Tournament of Champions 1983
Il WCT Tournament of Champions 1983 è stato un torneo di tennis giocato sulla terra verde. Si è giocato al West Side Tennis Club di Forest Hills negli Stati Uniti. È stata la 7ª edizione del singolare, la 4ª del doppio. L'evento fa parte del World Championship Tennis 1983. Si è giocato dal 2 all'8 maggio 1983.

## Campioni

### Singolare maschile
John McEnroe ha battuto in finale  Vitas Gerulaitis con il punteggio di 6–3, 7–5

### Doppio maschile
Tracy Delatte /  Johan Kriek hanno battuto in finale  Kevin Curren /  Steve Denton con il punteggio di 6–7, 7–5, 6–3